# (55276) Kenlarner
(55276) Kenlarner est un astéroïde de la ceinture principale.

## Description
(55276) Kenlarner est un astéroïde de la ceinture principale. Il fut découvert le 16 septembre 2001 à Needville par Joseph A. Dellinger et William G. Dillon. Il présente une orbite caractérisée par un demi-grand axe de 2,42 UA, une excentricité de 0,14 et une inclinaison de 5,2° par rapport à l'écliptique.

## Compléments